# Callionymus ikedai
Callionymus ikedai là một loài cá biển thuộc chi Callionymus trong họ Cá đàn lia. Loài này được mô tả lần đầu tiên vào năm 1998.

## Từ nguyên
Danh pháp khoa học của loài cá này, ikedai, được đặt theo tên của Yuji Ikeda, người đã nuôi mẫu vật con đực trưởng thành của loài này trong một bể cá.

## Phân bố và môi trường sống
C. ikedai có phạm vi phân bố ở Tây Bắc Thái Bình Dương. Loài cá này được tìm thấy ở vùng biển ngoài khơi đảo Iriomote, Nhật Bản.

## Mô tả
Mẫu vật lớn nhất của C. ikedai có chiều dài cơ thể được ghi nhận là 2,3 cm.